# 1. slovenská fotbalová liga 2008/2009
V soubojích 16. ročníku 1. slovenské fotbalové ligy 2008/09 (druhé patro slovenských fotbalových soutěží) se utkalo 12 týmů dvoukolovým systémem podzim - jaro.
Nováčky soutěže se staly AS Trenčín (sestup z Corgoň ligy) a dva vítězové regionálních skupin 3. ligy - FC DAC 1904 Dunajská Streda „B“ a MFK Ružomberok „B“.
Vítězem a zároveň i jediným postupujícím se stal tým FK Inter Bratislava, ovšem po sezóně se klub sloučil s FK Senica, kvůli sloučení hrál v následující sezóně nejvyšší soutěž senický celek. Do 3. ligy sestoupily poslední dvě mužstva tabulky - MFK Košice „B“ a FC DAC 1904 Dunajská Streda „B“. Dalšího ročníku se též nezúčastnil tým 1. HFC Humenné, kvůli špatně podané přihlášce do dalšího ročníku.

## Konečná tabulka
| Poř. | Tým                             | Z  | V  | R  | P  | VG | OG | B  |
| ---- | ------------------------------- | -- | -- | -- | -- | -- | -- | -- |
| 1.   | FK Inter Bratislava             | 33 | 19 | 10 | 4  | 64 | 27 | 67 |
| 2.   | AS Trenčín                      | 33 | 19 | 9  | 5  | 74 | 27 | 66 |
| 3.   | FO ŽP ŠPORT Podbrezová          | 33 | 20 | 5  | 8  | 51 | 24 | 65 |
| 4.   | FK LAFC Lučenec                 | 33 | 16 | 7  | 10 | 54 | 44 | 55 |
| 5.   | MŠK Rimavská Sobota             | 33 | 14 | 7  | 12 | 37 | 29 | 49 |
| 6.   | FK Mesto Prievidza              | 33 | 13 | 7  | 13 | 43 | 40 | 46 |
| 7.   | FK Slovan Duslo Šaľa            | 33 | 13 | 6  | 14 | 35 | 43 | 45 |
| 8.   | MFK Ružomberok „B“              | 33 | 12 | 7  | 14 | 49 | 52 | 43 |
| 9.   | MFK Zemplín Michalovce          | 33 | 11 | 8  | 14 | 42 | 48 | 39 |
| 10.  | 1. HFC Humenné                  | 33 | 11 | 6  | 16 | 35 | 51 | 37 |
| 11.  | MFK Košice „B“                  | 33 | 6  | 8  | 19 | 32 | 57 | 26 |
| 12.  | FC DAC 1904 Dunajská Streda „B“ | 33 | 2  | 4  | 27 | 18 | 92 | 10 |

- Z = Odehrané zápasy; V = Vítězství; R = Remízy; P = Prohry; VG = Vstřelené góly; OG = Obdržené góly; B = Body

|  | postup do Corgoň ligy 2009/10                                           |
|  | administrativní sestup, kvůli pozdě podané přihlášce do dalšího ročníku |
|  | sestup do 2. ligy 2009/10                                               |